# 鹿島の花火
鹿島の花火（かじまのはなび）は、静岡県浜松市天竜区二俣町鹿島の天竜川河川敷で8月（第一土曜日）に行われる花火大会である。

## 概要
周囲の地形に⾳が反響することで起こる轟音が特徴。
天竜川河川敷で行われるので、100を超える露店が並び、河川敷には毎年観覧席が設けられ、堤防や対岸の鳥羽山公園には多くの観客が訪れる。

### 開催日時
- 開催日：8月第一土曜日[3]（小雨決行[3]）
  - 雨天時は9月第一土曜日に変更[1]。
- 開催時間：19:00〜21:00 [3]

### 座席
2025年（令和7年）は花火打ち上げ場所近くの河川敷には無料観覧エリアがなく、観覧チケットを購入して鑑賞する必要がある。
座席一覧
- 料金は全て税込み[5]。

| 座席名          | 料金                   | 内容                                                                        |
| --------------- | ---------------------- | --------------------------------------------------------------------------- |
| ブロック席      | 1,500円/一席（1名分）  | 1人あたり約1m×1mのレジャーシート1枚付きで、それを使ってエリア内に座る座席。 |
| イス席（1名分） | 2,500円/一席           | パイプ椅子が用意されており、それに座って鑑賞する。                          |
| ペア席          | 5,000円/一席（2名分）  | テーブル1つ、イス2脚がセットの座席。                                        |
| グループ席      | 10,000円/一席（4名分） | テーブル1つ、イス4脚がセットの座席。                                        |
| カメラ席        | 5,000円/一席（1名分）  | 花火の撮影を目的とする観客の専用席で、幅1.5m×奥行3mの区画。                 |

## 歴史
1875年（明治8年）から開催されており、静岡県内でも有数の古い歴史を持つ花火大会である。
2017年（平成29年）に浜松市の無形民俗文化財「浜松地域遺産」に認定された。
2020年（令和2年）から2022年（令和4年）は新型コロナウイルスの影響で中止となり、2023年（令和5年）は規模を縮小しての開催で、2024年（令和6年）は主催団体の高齢化や資金難を理由に開催を見送った。
2025年（令和7年）からは新たな「⿅島の花⽕⼤会実⾏委員会」が設置された。実行委員会は若い世代による持続可能な運営を目指し2023年6月に「検討委員会」を発足、30代～40代の地元有志7人から始まり活動を重ねるうちにメンバーが増え、20人規模となった段階で「実行委員会」へと移行し、本格的に復活に向けた準備を進めた。2025年4月現在、実行委員会には約40人が所属する。
さらに鹿島の花火グッズや招待券などの返礼品付きのクラウドファンディングで資金を調達し、目標200万円のところ300万3000円が集まった。

## 交通機関
公共交通機関
遠州鉄道・天竜浜名湖鉄道 西鹿島駅から徒歩10分
車
新東名高速道路・浜松浜北ICから約5分
駐車場
会場周辺に4箇所の有料駐車場がある。
有料駐車場一覧
- 上島区民センター駐車場
- 上島諏訪神社駐車場
- 浜名ワークス駐車場
- 泉蔵寺駐車場

観覧席チケットを購入した人には、先着順にて有料駐車場チケットを購入する権利が付与される。

### 開催に伴う交通機関のダイヤ変更など
- 遠州鉄道では、16時07分から23時00分までの計35便を2両編成から4両編成に増結し、さらに最終電車を1往復延長運行した[10]。
- 遠鉄バスでは、西鹿島駅に臨時バス停を設置し、西鹿島駅17時59分発のくんま水車の里行便から最終便まで迂回ルートを走行し、これの影響で迂回中は清竜中学バス停にバスが来ない[11]。尚、2010年代までは、花火大会終了後の21時30分前後に西鹿島駅発70笠井線の浜松駅行、30磐田天竜線の磐田駅行と北遠本線(当時。現在の浜松市自主運行バス北遠本線。国鉄バス天竜線時代から運行)の瀬尻行の臨時バスが各1本ずつ運行されていたが、2021年に笠井線の西鹿島駅方面系統が廃止になった事もあり、2020年代以降では臨時バスの運行は全く無い。
- 天竜浜名湖鉄道天竜浜名湖線では、行先変更、臨時列車運転、2両編成(通常時は1両編成)での運転等の対応を行う[12]。                    天竜浜名湖鉄道転換前の国鉄二俣線時代には花火大会開催中に、普通列車が天竜川に架かる橋を徐行運転したり、お座敷列車が橋の上で1時間程停車したり、花火大会終了後の列車編成数増等のサービスを行っていた。